# Fuchsia decussata
Fuchsia decussata är en dunörtsväxtart som beskrevs av Hipólito Ruiz López och Pav.. Fuchsia decussata ingår i släktet fuchsior, och familjen dunörtsväxter. Inga underarter finns listade i Catalogue of Life.